# Dschou
Dschou (persisch جو, DMG ǧau, ‚Gerste, Gerstenkorn‘) oder Gou war eine Gewichtseinheit in Iran sowie in Talysch, einem ehemaligen Staat im heutigen Aserbaidschan, die sich an dem Gewicht eines Gerstenkorns orientiert. Bis ins 14. Jahrhundert entsprach es 0,045 Gramm, später 0,048 Gramm. Das Gewicht entsprach ¼ Tasū oder 1/18 Dāng, beziehungsweise 1/96 Mithqāl (Zeitliche Größe 1 M. = 4,3 bis 4,6 Gramm).
- Hafer 1 Gou = 17 Pfund plus 6 Lot (Preußen = 16,667 Gramm) =  8600,172 Gramm (errechn.)
- Weizen 1 Gou = 20 Pfund plus 14,27 Lot (Preußen = 16,667 Gramm) = 10238,0381 Gramm (errechn.)